# حس التوازن

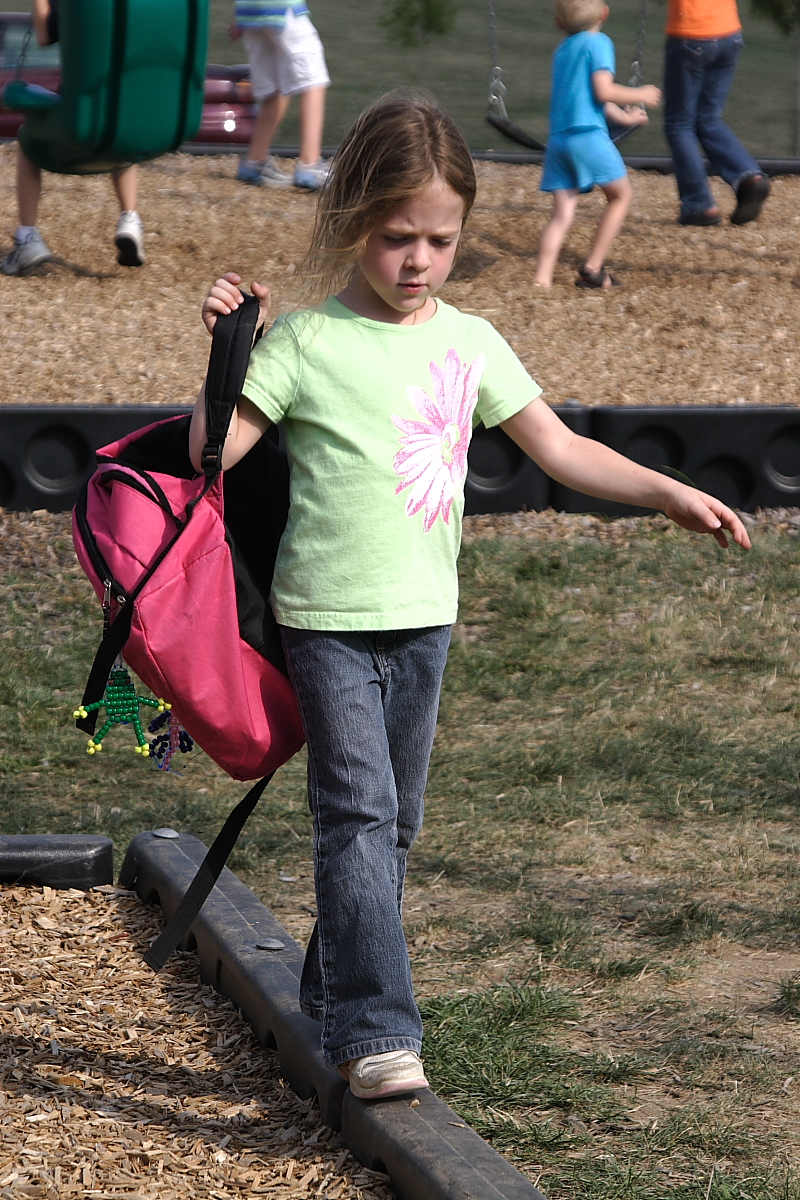
تطوير مهارة التوازن في طفل

حس التوازن (بالإنجليزية: equilibrioception)‏ هو واحدٌ من الحواس الوظيفية المُرتبطة بالتوازن، حيثُ تُساعد الإنسان والحيوان على تجنب السقوط أثناء الوقوف أو الحركة. يحدث التوازن نتيجةً لعمل عددٍ من أجهزة الجسم معًا، وهي: العينين (جهاز الرؤية)، والأذنين (الجهاز الدهليزي)، بالإضافة إلى أن تكون حاسة الجسد لموقعه في الفراغ (استقبال الحس العميق) سليمةً. يعمل الجهاز الدهليزي الذي يحتوي على القنوات الهلالية مع جهاز الرؤية للحفاظ على التركيز على الأشياء عند تحرك الرأس، وهذا ما يُعرف باسم المنعكس الدهليزي العيني. يعمل جهاز التوازن مع الجهاز الهيكلي (العضلات والمفاصل) والبصري للحفاظ على الاتجاه أو التوازن. تُعالج الإشارات المرئية المُرسلة إلى الدماغ حول موضع الجسم فيما يتعلق بالبيئة المحيطة به بواسطة الدماغ مع مقارنتها بالمعلومات الواردة من النظامين الدهليزي والهيكلي.